# Željka Čižmešija
Željka Čižmešija (ur. 19 października 1970 w Zagrzebiu) – chorwacka łyżwiarka figurowa, startująca w konkurencji solistek. Uczestniczka igrzysk olimpijskich (1988, 1992), uczestniczka mistrzostw świata i Europy.
Jej bratem jest Tomislav Čižmešija, łyżwiarz figurowy reprezentujący Chorwację na Zimowych Igrzyskach Olimpijskich 1992 w konkurencji solistów.

## Osiągnięcia
| Zawody                                | 82–83          | 83–84          | 84–85          | 85–86          | 86–87          | 87–88          | 88–89          | 89–90          | 90–91          | 91–92          |                |                |                |                |                |                |                |
| Międzynarodowe                        | Międzynarodowe | Międzynarodowe | Międzynarodowe | Międzynarodowe | Międzynarodowe | Międzynarodowe | Międzynarodowe | Międzynarodowe | Międzynarodowe | Międzynarodowe | Międzynarodowe | Międzynarodowe | Międzynarodowe | Międzynarodowe | Międzynarodowe | Międzynarodowe | Międzynarodowe |
| ------------------------------------- | -------------- | -------------- | -------------- | -------------- | -------------- | -------------- | -------------- | -------------- | -------------- | -------------- | -------------- | -------------- | -------------- | -------------- | -------------- | -------------- | -------------- |
| Igrzyska olimpijskie                  |                |                |                |                |                | 22             |                |                |                | 25             |                |                |                |                |                |                |                |
| Mistrzostwa świata                    |                |                |                | 21             | 16             | 22             | 17             | 18             | 28             | 32             |                |                |                |                |                |                |                |
| Mistrzostwa Europy                    |                |                |                | 16             | 11             | 17             | 11             | 13             | 18             |                |                |                |                |                |                |                |                |
| Skate America                         |                |                |                |                | 10             |                |                |                |                |                |                |                |                |                |                |                |                |
| Golden Spin of Zagreb                 |                |                |                |                | 3              |                |                |                |                |                |                |                |                |                |                |                |                |
| Międzynarodowe: Kategorie młodzieżowe |                |                |                |                |                |                |                |                |                |                |                |                |                |                |                |                |                |
| Mistrzostwa świata juniorów           | 12             | 13             | 14             |                |                |                |                |                |                |                |                |                |                |                |                |                |                |